# Meigenia fuscisquama
Meigenia fuscisquama är en tvåvingeart som beskrevs av Liu och Zhang 2007. Meigenia fuscisquama ingår i släktet Meigenia och familjen parasitflugor. Inga underarter finns listade i Catalogue of Life.